# Населення Північної Кореї
Населення Північної Кореї. Чисельність населення країни 2015 року становила 24,983 млн осіб (51-ше місце у світі). Чисельність корейців стабільно збільшується, народжуваність 2015 року становила 14,52 ‰ (134-те місце у світі), смертність — 9,21 ‰ (64-те місце у світі), природний приріст — 0,53 % (157-ме місце у світі) . 

## Історія
Корейський півострів спочатку був населений представниками тунгуських народів, які прийшли сюди з північно-західної частини Азії. Деякі з цих племен заселили північний Китай (Маньчжурію).

## Природний рух

### Відтворення
Народжуваність у Північній Кореї, станом на 2015 рік, дорівнює 14,52 ‰ (134-те місце у світі). Коефіцієнт потенційної народжуваності 2015 року становив 1,97 дитини на одну жінку (127-ме місце у світі). Рівень застосування контрацепції 70,6 % (станом на 2010 рік).
Смертність у Північній Кореї 2015 року становила 9,21 ‰ (64-те місце у світі).
Природний приріст населення в країні 2015 року становив 0,53 % (157-ме місце у світі).

### Вікова структура

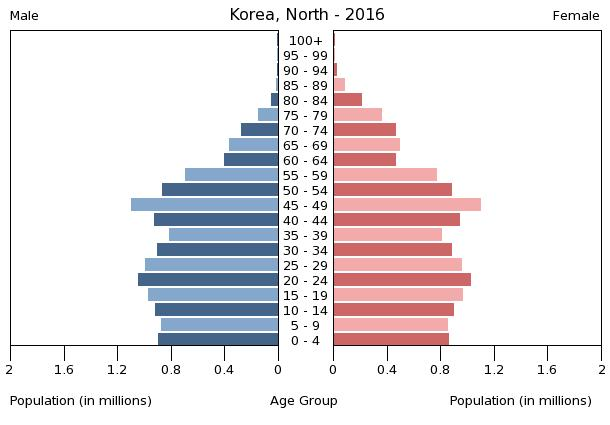
Віково-статева піраміда населення Північної Кореї, 2016 рік

Середній вік населення Північної Кореї становить 33,8 року (86-те місце у світі): для чоловіків — 32,3, для жінок — 35,4 року. Очікувана середня тривалість життя 2015 року становила 70,11 року (156-те місце у світі), для чоловіків — 66,26 року, для жінок — 74,16 року.
Вікова структура населення Північної Кореї, станом на 2015 рік, має такий вигляд:
- діти віком до 14 років — 21,21 % (2 692 482 чоловіка, 2 606 841 жінки);
- молодь віком 15-24 роки — 16,08 % (2 027 480 чоловіків, 1 989 839 жінок);
- дорослі віком 25-54 роки — 44,04 % (5 511 569 чоловіків, 5 491 236 жінок);
- особи передпохилого віку (55-64 роки) — 8,76 % (1 034 064 чоловіка, 1 154 141 жінка);
- особи похилого віку (65 років і старіші) — 9,91 % (852 962 чоловіка, 1 622 590 жінок)[1].

## Розселення
Густота населення країни 2015 року становила 208,9 особи/км² (67-ме місце у світі).

### Урбанізація
Північна Корея високоурбанізована країна. Рівень урбанізованості становить 60,9 % населення країни (станом на 2015 рік), темпи зростання частки міського населення — 0,75 % (оцінка тренду за 2010—2015 роки).
Головні міста держави: Пхеньян (столиця) — 2,863 млн осіб (дані за 2015 рік).

### Міграції
Річний рівень еміграції 2015 року становив 0,04 ‰ (113-те місце у світі). Цей показник не враховує різниці між законними і незаконними мігрантами, між біженцями, трудовими мігрантами та іншими.
Починаючи з 1960-х років КНДР прикладала значні зусилля для залучення іноземців до країни, перш за все технічних фахівців з країн соціалістичного табору. Крім того, починаючи з 1960-х до кінця 1980-х років у північнокорейських вишах (в основному в Університеті імені Кім Ір Сена) навчалося багато студентів зі Східної Європи, Сомалі, Анголи і В'єтнаму. Сьогодні в КНДР (головним чином у районі Пхеньяну) проживають іноземні громадяни в основному з Росії, Східної Європи та В'єтнаму.

#### Біженці й вимушені переселенці
У країні існує невизначена кількість внутрішньо переміщених осіб внаслідок руйнівних повідей і голоду 1990-х років.

## Расово-етнічний склад
| Етнічний склад (2015 рік) | Етнічний склад (2015 рік) | Етнічний склад (2015 рік) | Етнічний склад (2015 рік) | Етнічний склад (2015 рік) |
| ------------------------- | ------------------------- | ------------------------- | ------------------------- | ------------------------- |
| Етнос:                    |                           |                           | Відсоток:                 |                           |
| корейці                   | корейці                   |                           | 99.8%                     | 99.8%                     |
| китайці                   | китайці                   |                           | 0.1%                      | 0.1%                      |
| японці                    | японці                    |                           | 0.1%                      | 0.1%                      |

Головні етноси країни: мононаціональна держава корейців; невеличкі спільноти китайців (приблизно 50 тис. осіб) та японців (1,8 тис. осіб).

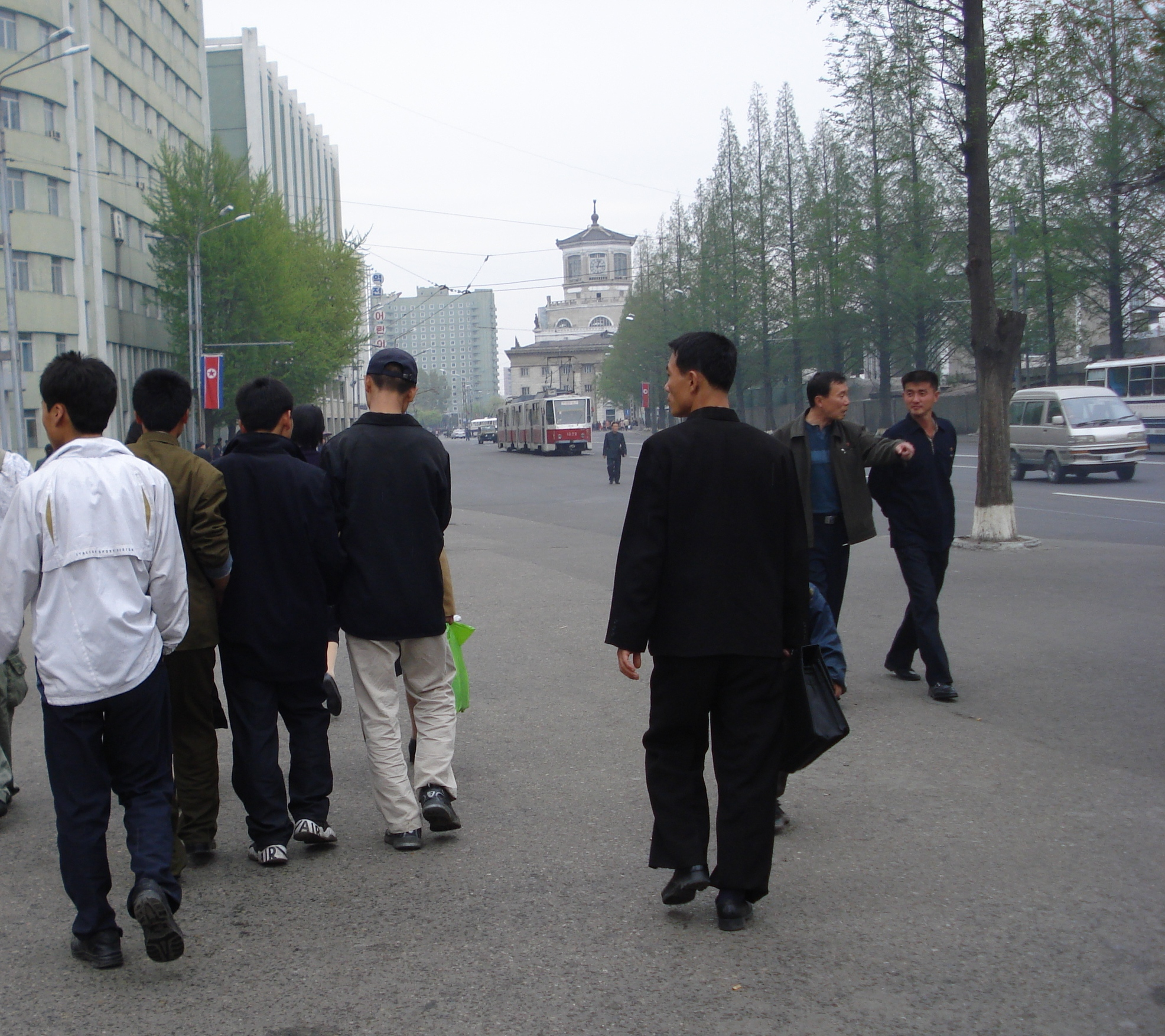
Корейська молодь на вулицях Пхеньяну

На тлі етнічної однорідності все ж значні регіональні відмінності існують. Проте регіональні та культурні відмінності, як регіональні діалекти, зазнали руйнування під впливом централізування освіти, загальнонаціональним засобам масової інформації і кілька десятиліть націоналістичного руху після Корейської війни.

## Мови
| Мови Північної Кореї (2015 рік) | Мови Північної Кореї (2015 рік) | Мови Північної Кореї (2015 рік) | Мови Північної Кореї (2015 рік) | Мови Північної Кореї (2015 рік) |
| ------------------------------- | ------------------------------- | ------------------------------- | ------------------------------- | ------------------------------- |
| Мова:                           |                                 |                                 | Відсоток:                       |                                 |
| корейська                       | корейська                       |                                 | 100%                            | 100%                            |

Офіційна мова: корейська.

## Релігії
| Релігії в Північній Кореї (2009 рік) | Релігії в Північній Кореї (2009 рік) | Релігії в Північній Кореї (2009 рік) | Релігії в Північній Кореї (2009 рік) | Релігії в Північній Кореї (2009 рік) |
| ------------------------------------ | ------------------------------------ | ------------------------------------ | ------------------------------------ | ------------------------------------ |
| Віросповідання:                      |                                      |                                      | Відсоток:                            |                                      |
| буддисти                             | буддисти                             |                                      | 98%                                  | 98%                                  |
| християни                            | християни                            |                                      | 1%                                   | 1%                                   |
| чхондоїзм                            | чхондоїзм                            |                                      | 1%                                   | 1%                                   |

Головні релігії й вірування, які сповідує, і конфесії та церковні організації, до яких відносить себе населення країни: традиційно буддизм конфуціанського спрямування, невелика кількість — християнство, чхондоїзм. Будь-які незалежні релігійні організації заборонені. Офіційна політика спрямована на атеїстичне виховання. Уряд спонсорує різні марионеткові релігійні організації, щоб створити ілюзію свободи віросповідання в державі.

## Освіта
Рівень письменності 2015 року становив 100 % дорослого населення (віком від 15 років): 100 % — серед чоловіків, 100 % — серед жінок.
Дані про державні витрати на освіту у відношенні до ВВП країни, станом на 2015 рік, відсутні. Середня тривалість освіти становить 12 років, для хлопців — до 12 років, для дівчат — до 12 років (станом на 2009 рік).

## Охорона здоров'я
Забезпеченість лікарняними ліжками в стаціонарах — 13,2 ліжка на 1000 мешканців (станом на 2012 рік).
Смертність немовлят до 1 року, станом на 2015 рік, становила 23,68 ‰ (74-те місце у світі); хлопчиків — 26,29 ‰, дівчаток — 20,94 ‰. Рівень материнської смертності 2015 року становив 82 випадків на 100 тис. народжень (82-ге місце у світі).
Північна Корея входить до складу ряду міжнародних організацій: Міжнародного руху (ICRM) і Міжнародної федерації товариств Червоного Хреста і Червоного Півмісяця (IFRCS), Дитячого фонду ООН (UNISEF), Всесвітньої організації охорони здоров'я (WHO).

### Захворювання
Дані про відсоток інфікованого населення в репродуктивному віці 15-49 років відсутні. Дані про кількість смертей від цієї хвороби за 2014 рік відсутні.
Частка дорослого населення з високим індексом маси тіла 2014 року становила 2,5 % (173-тє місце у світі); частка дітей віком до 5 років зі зниженою масою тіла становила 15,2 % (оцінка на 2012 рік). Ця статистика показує як власне стан харчування, так і наявну/гіпотетичну поширеність різних захворювань.

### Санітарія
Доступ до облаштованих джерел питної води 2015 року мало 99,9 % населення в містах і 99,4 % в сільській місцевості; загалом 99,7 % населення країни. Відсоток забезпеченості населення доступом до облаштованого водовідведення (каналізація, септик): в містах — 87,9 %, в сільській місцевості — 72,5 %, загалом по країні — 81,9 % (станом на 2015 рік). Споживання прісної води, станом на 2005 рік, дорівнює 8,66 км³ на рік, або 360,6 тонни на одного мешканця на рік: з яких 10 % припадає на побутові, 13 % — на промислові, 76 % — на сільськогосподарські потреби.

## Соціально-економічне становище
Співвідношення осіб, що в економічному плані залежать від інших, до осіб працездатного віку (15—64 роки) загалом становить 44,3 % (станом на 2015 рік): частка дітей — 30,5 %; частка осіб похилого віку — 13,8 %, або 7,3 потенційно працездатного на 1 пенсіонера. Загалом дані показники характеризують рівень затребуваності державної допомоги в секторах освіти, охорони здоров'я і пенсійного забезпечення, відповідно. Дані про відсоток населення країни, що перебуває за межею бідності, відсутні. Дані про розподіл доходів домогосподарств у країні відсутні.
Станом на 2013 рік, в країні 18,4 млн осіб не має доступу до електромереж; 30 % населення має доступ, в містах цей показник дорівнює 41 %, у сільській місцевості — 13 %.

### Трудові ресурси
Загальні трудові ресурси 2015 року, за дуже приблизною оцінкою, становили 14 млн осіб (42-ге місце у світі). Зайнятість економічно активного населення у господарстві країни розподіляється таким чином: аграрне, лісове і рибне господарства — 37 %; промисловість, будівництво і сфера послуг — 63 % (станом на 2008 рік). Безробіття 2013 року дорівнювало 25,6 %, 2012 року — 25,5 % (179-те місце у світі);

### Прошарки суспільства
Відповідно до системи «сон'бун» (кор. 성분) все населення КНДР поділено на три шари: «основний», «коливний» і «ворожий». Належність до того чи іншого шару визначається за соціальним походженням і родом діяльності в період японського панування і Корейської війни і успадковується по чоловічій лінії. Члени ТПК автоматично відносяться до «основного» прошарку, а особи, виключені з політичної партії, — до «ворожого». Репатріанти з Китаю та Японії належать також до «ворожого» прошарку.
Люди, що відносяться до «ворожого» прошарку, не можуть служити в армії, вступити до ТПК і вступити до більшості Вищих навчальних закладів. У той самий час, до 1990-х років приналежність до того чи іншому шару (за винятком номенклатури) не мала впливу на розмір продовольчого пайка.
Відповідно до постанови «Про подальше посилення роботи з різними верствами і групами населення», прийнятим восьмим пленумом ЦК ТПК четвертого скликання, у кінці лютого 1964 року була проведена істотна деталізація категорій населення, відповідно до якої в кожному шарі було виділено окремі групи (усього 51). Робота ця проводилась у 1964—1969 роках силами так званих «груп 620», спеціально сформованих для цієї мети. Ця діяльність супроводжувалася висилками, арештами і стратами ворогів режиму (як реальних, так і потенційних або просто вигаданих).
Оцінити хоча б приблизну чисельність навіть шарів, не кажучи про окремі групи, практично неможливо.

## Кримінал

### Наркотики

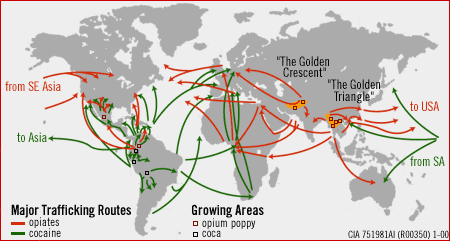
Світові маршрути наркотрафіку

Починаючи з 1970-х років і до 2000-х багато громадян Корейської Народно-Демократичної Республіки (більшість з дипломатичного корпусу) були затримані за кордоном за зберігання наркотиків (2 випадки в Туреччині в грудні 2004 року); останні поліцейські розслідування на Тайвані і в Японії пов'язують Північну Корею з великими незаконними поставками героїну і метамфетамін, наприклад затримані в квітні 2003 року 150 кг героїну на судні «Понг Су», що прямував до Австралії.

### Торгівля людьми
Згідно зі щорічною доповіддю про торгівлю людьми (англ. Trafficking in Persons Report) Управління з моніторингу та боротьби з торгівлею людьми Державного департаменту США, уряд Північної Кореї не докладає зусиль в боротьбі з явищем примусової праці, сексуальної експлуатації, незаконною торгівлею внутрішніми органами, законодавство не відповідає мінімальним вимогам американського закону 2000 року щодо захисту жертв (англ. Trafficking Victims Protection Act’s), країна знаходиться у списку третього рівня.

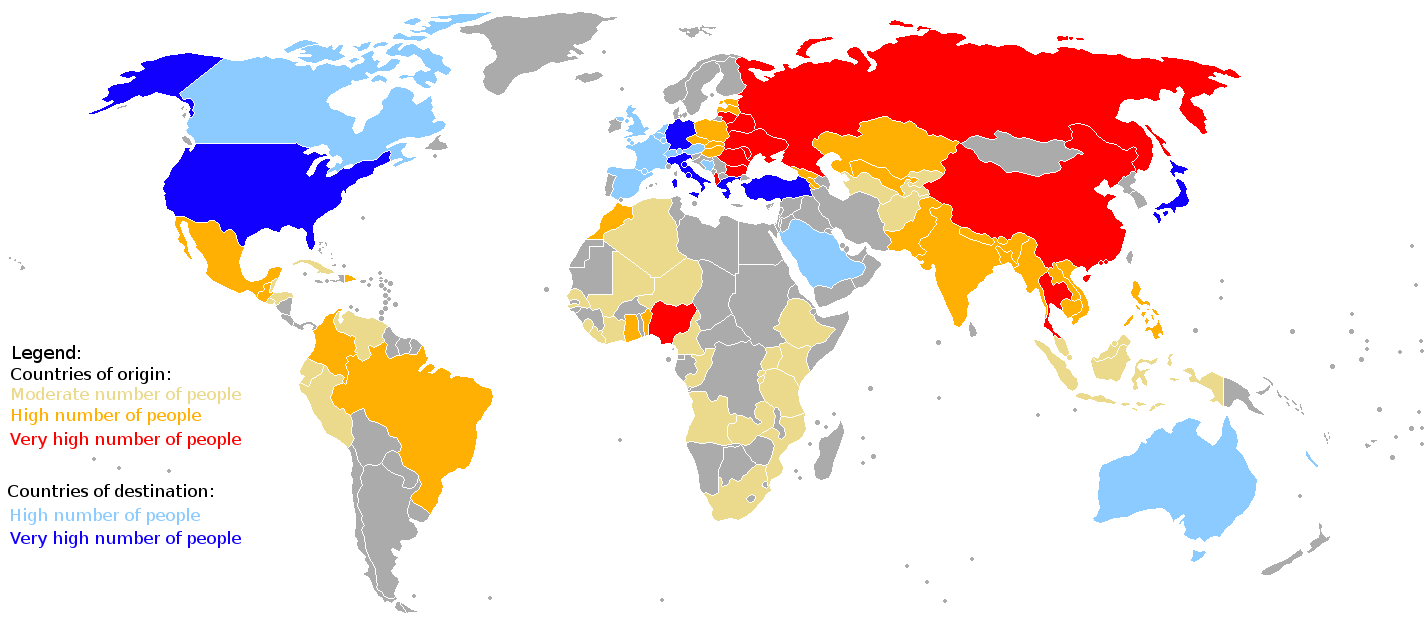
Країни-донори (червоний) і країни-реципієнти кримінальних потоків  (англ.)
Глобальна боротьба з торгівлею людьми (англ.)

## Гендерний стан
Статеве співвідношення (оцінка 2015 року):
- при народженні — 1,05 особи чоловічої статі на 1 особу жіночої;
- у віці до 14 років — 1,03 особи чоловічої статі на 1 особу жіночої;
- у віці 15—24 років — 1,02 особи чоловічої статі на 1 особу жіночої;
- у віці 25—54 років — 1 особи чоловічої статі на 1 особу жіночої;
- у віці 55—64 років — 0,9 особи чоловічої статі на 1 особу жіночої;
- у віці за 64 роки — 0,53 особи чоловічої статі на 1 особу жіночої;
- загалом — 0,94 особи чоловічої статі на 1 особу жіночої[1].

## Демографічні дослідження
Демографічні дослідження в країні ведуться рядом державних і наукових установ:

### Українською
- Атлас. 10-11 клас. Економічна і соціальна географія світу / упорядники :  О. Я. Скуратович, Н. І. Чанцева. — К. : ДНВП «Картографія», 2010. — ISBN 978-966-475-639-3.
- Атлас світу / голов. ред. І. С. Руденко ; зав. ред. В. В. Радченко ; відп. ред. О. В. Вакуленко. — К. : ДНВП «Картографія», 2005. — 336 с. — ISBN 9666315467.
- Безуглий В. В. Економічна і соціальна географія зарубіжних країн : Навчальний посібник. — К. : ВЦ «Академія», 2007. — 704 с. — ISBN 978-966-580-239-6.
- Безуглий В. В., Козинець С. В. Регіональна економічна і соціальна географія світу : Навчальний посібник. — видання 2-ге, доп., перероб. — К. : ВЦ «Академія», 2007. — 688 с. — ISBN 966-580-144-9.
- Головченко В. І., Кравчук О. Країнознавство: Азія, Африка, Латинська Америка, Австралія і Океанія. — К., 2006. — 335 с. — ISBN 966-8939-04-2.
- Гудзеляк І. І. Географія населення: Навчальний посібник / І. Гудзеляк. — Л. : Видавничий центр ЛНУ імені Івана Франка, 2008. — 232 с. — ISBN 978-966-613-599-8.
- Дахно І. І. Країни світу: Енциклопедичний довідник / І. І. Дахно, С. М. Тимофієв. — К. : Мапа, 2011. — 606 с. — (Бібліотека нового українця) — ISBN 978-966-8804-23-6.
- Дахно І. І. Економічна географія зарубіжних країн : навчальний посібник. — К. : Центр учбової літератури, 2014. — 319 с. — ISBN 978-611-01-0682-5.
- Джаман В. О. Регіональні системи розселення: демографічні аспекти. — Чернівці : Рута, 2003. — 392 с. — ISBN 9665685988.
- Дорошенко Л. С. Демографія: Навчальний посібник. — К. : МАУП, 2005. — 112 с. — ISBN 966-608-442-2.
- Дубович І. А. Країнознавчий словник-довідник. — 5-те вид., перероб. і доп. — К. : Знання, 2008. — 839 с. — ISBN 978-966-346-330-8.
- Економічна і соціальна географія країн світу. Навчальний посібник / За ред. Кузика С. П. — Л. : Світ, 2002. — 672 с. — ISBN 966-603-178-7.
- Загальна медична географія світу / В. О. Шевченко [та ін.] — К. : [б.в.], 1998. — 178 с.
- Ігнатьєв П. М. Країнознавство: Країни Азії. — Ч. : Книги-XXI, 2004. — 383 с. — ISBN 966-8029-53-4.
- Книш М. М., Мамчур О. І. Регіональна економічна і соціальна географія світу (Латинська Америка та Карибські країни, Африка, Азія, Океанія) : навч. посіб. — Л. : ЛНУ ім. Івана Франка, 2013. — 368 с. — ISBN 978-617-10-0007-0.
- Крисаченко В. С. Динаміка населення: Популяційні, етнічні та глобальні виміри. — К. : Видавництво Національного інституту стратегічних досліджень, 2005. — 368 с. — ISBN 966-554-083-1.
- Любіцева О. О., Мезенцев К. В., Павлов С. В. Географія релігій. — К. : АртЕК, 1999. — 504 с. — ISBN 966-505-006-0.
- Масляк П. О. Країнознавство. — К. : Знання, 2007. — 292 с. — (Вища освіта XXI століття)
- Масляк П. О., Дахно І. І. Економічна і соціальна географія світу / П. О. Масляк, І. І. Дахно ; за ред. П. О. Масляка. — К. : Вежа, 2003. — 280 с. — ISBN 966-7091-53-8.

### Російською
- (рос.) Корея // Демографический энциклопедический словарь / главн. ред. Валентей Д. И. — М. : Советская энциклопедия, 1985. — 608 с.
- (рос.) Корея // Страны и народы. Зарубежная Азия. Восточная и Центральная Азия / Редкол. : М. И. Сладковский (отв. ред.) и др. — М. : «Мысль», 1982. — 284 с. — (Страны и народы) — 180 тис. прим.
- (рос.) Атлас народов мира / Отв. ред. С. И. Брук и В. С. Апенченко. — М. : ГУГК ГГК СССР и Институт этнографии им. Н. Н. Миклухо-Маклая АН СССР, 1964. — 185 с. — 20 тис. прим.
- (рос.) Численность и расселение народов мира. Этнографические очерки / под ред. С. И. Брука. — М. : Издательство АН СССР, 1962. — 487 с.
- (рос.) Лаппо Г. М. География городов: Учебное пособие для географических факультетов вузов. — М. : Туманит, изд. центр ВЛАДОС, 1997. — 476 с. — ISBN 5-691-00047-0.
- (рос.) Ягельский А. География населения. — М. : Прогресс, 1980. — 383 с.